# Paul Achleitner
Paul Michael Achleitner, né le 28 septembre 1956 à Linz en Haute-Autriche, est membre du conseil d’administration d’Allianz SE. Il y représente le département chargé de la gestion des portefeuilles financiers et des participations. En novembre 2011, sa nomination au conseil de surveillance de la Deutsche Bank courant mai 2012 est rendue publique.

## Biographie
Il a étudié à l’université de Saint-Gall ainsi qu’à Harvard. Après un passage au cabinet de conseil Bain & Company et à la banque d’affaire Goldman Sachs, où il est responsable des activités allemandes du groupe, il entre en 2000 à la direction d‘Allianz AG (depuis 2006 Allianz SE).
Achleitner est professeur honoraire à la WHU - Otto Beisheim School of Management - à Vallendar, dans laquelle il tient le cours Investment Banking. À côté de ses responsabilités à la direction d’entreprises, il est également membre des conseils de surveillance de Bayer AG, Daimler AG et RWE AG, et au comité des associés d’Henkel AG & Co. KGaA.
Achleitner appartient à la commission gouvernementale Deutscher Corporate Governance Kodex qui mène une réflexion sur la gouvernance d‘entreprise.
Il est membre du comité de direction du groupe Bilderberg.
Il est marié au professeur d’économie Ann-Kristin Achleitner (de).